# 达罗毗荼进步联盟
达罗毗荼进步联盟（泰米尔语：திராவிட முன்னேற்ற கழகம்，罗马化：Dravida Munnetra Kazhagam，缩写为DMK），1949年创立于印度馬德拉斯邦，是活跃于印度泰米尔纳德邦和本地治里的一个政党。它是C·N·安纳杜拉伊创建的一个达罗毗荼人政党，前身是达罗毗荼联盟的一个派系。1969年后，该党由原泰米尔纳德邦首席部长穆图韦尔·卡鲁纳尼迪领导，2018年穆图韦尔·卡鲁纳尼迪去世后，该党由其子穆圖韋爾·卡魯納尼迪·斯大林继任主席。